# Температура застигання

Температура застигання - це температура, при якій рідина втрачає текучість і вже не в змозі стікати під дією власної ваги.
Температура застигання нафтопродуктів, тобто температура, при якій нафтопродукти втрачають свою текучість, залежить від їх хімічного складу, і в першу чергу від вмісту в них високомолекулярних парафінових вуглеводнів з відносно високою температурою плавлення.
Приклад:
Характеристика деяких мастил, які застосовують у гідравлічних системах